# Susitna North
Susitna North ist ein census-designated place (CDP) im Matanuska-Susitna Borough in Alaska in den Vereinigten Staaten. Das U.S. Census Bureau hat bei der Volkszählung 2020 eine Einwohnerzahl von 1.564 ermittelt.
Die Ortschaft liegt zwischen Willow und Talkeetna am George Parks Highway. Zu Susitna North gehören die Siedlungen Montana Creek und Sunshine. Bei Sunshine bilden der Highway und die Talkeetna Spur Road eine Y-förmige Kreuzung, weshalb der Ort in der Vergangenheit Y (waɪ) hieß.

## Geschichte
Athabasken von der Gruppe der Ahtna lebten in den Talkeetna Mountains und hatten ein Dorf an der Mündung des Sunshine Creek, dessen Name Tsuk Qayeh so viel bedeutet wie „altes Dorf“. Dena'ina-Athabasken lebten im Winter unweit des heutigen Talkeetna am Deshka River und am Mittellauf des Susitna Rivers. Am Kashwitna River gab es eine Siedlung. 1915 entstand während der Bauarbeiten an der Alaska Railroad mit Montana Creek ein kleines Dena'ina-Dorf. Die Eisenbahn und der 1971 fertiggestellte Highway förderten die Besiedlung der Region.

## Wirtschaft und Infrastruktur
Viele Einwohner des CDPs sind als Kleingewerbetreibende selbständig tätig oder arbeiten im Einzugsbereich der Städte Palmer und Wasilla. Das Gebiet ist über den George Parks Highway zugänglich. Für den Flugverkehr steht eine Start- und Landebahn im nahegelegenen Ort Talkeetna zur Verfügung. Im Gebiet gibt es eine Schule, die von etwa 200 Schülern besucht wird. Die medizinische Versorgung wird von Krankenhäusern und Ambulanzen in Talkeetna, Palmer, Trapper Creek und Anchorage sichergestellt.

## Demografie
Zum Zeitpunkt der Volkszählung im Jahre 2000 (U.S. Census 2000) hatte der CDP 956 Einwohner auf einer Landfläche von 863,5 km². Das Durchschnittsalter betrug 40,8 Jahre (nationaler Durchschnitt der USA: 35,3 Jahre). Das Pro-Kopf-Einkommen (engl. per capita income) lag bei US-Dollar 15.437 (nationaler Durchschnitt der USA: US-Dollar 21.587). 17,4 % der Einwohner lagen mit ihrem Einkommen unter der Armutsgrenze (nationaler Durchschnitt der USA: 12,4 %). 22,1 % der Einwohner sind irischer- und 11,5 % deutscher Abstammung. Etwa 11,2 % der Einwohner sind Nachkommen der Ureinwohner Alaskas.